# 拱北莲花亭
拱北莲花亭，位于中国广东省珠海市香洲区拱北歧关车站内。莲花亭外观为四方形攒尖顶，主体则为钢筋水泥结构。1994年8月23日，被列入珠海市文物保护单位。
拱北莲花亭始建于清光绪十三年(1887年)。抗战时期被毁。1946年，由澳门同善堂募资重建。